# Anyphops marshalli
Anyphops marshalli är en spindelart som först beskrevs av Pocock 1902.  Anyphops marshalli ingår i släktet Anyphops och familjen Selenopidae. Inga underarter finns listade i Catalogue of Life.